# Matthias Renger
Matthias Renger (* 29. Juli 1985 in Meerbusch) ist ein deutscher Schauspieler, Komiker, Content Creator und Podcaster.

## Leben
Renger absolvierte ein Schauspielstudium an der Bayerischen Theaterakademie August Everding in München, das er 2011 abschloss. Parallel zum Studium spielte er in diversen Film- und Theaterproduktionen, so etwa 2008 und 2009 in den Stücken Dogville und Manderlay am Metropoltheater (Regie: Jochen Schölch). Seither arbeitet er als freischaffender Schauspieler, Sprecher in Hörspielen, im
Bereich der Filmsynchronisation und bei Lesungen, etwa im Literaturhaus München und im Prinzregententheater.
2018 begann er als Creative Director in einer Werbeagentur zu arbeiten und als Content Creator und Komiker in den Sozialen Medien aufzutreten. Seit 2021 betreibt er mit seiner Lebensgefährtin Iris Gavric den Podcast Couple of. Im Jahr 2023 veröffentlichten sie gemeinsam das Buch mit dem Titel Shitmoves. Vom Manipulieren und Manipuliertwerden im S. Fischer Verlag. Das Buch erreichte Platz 9 der Spiegel-Bestsellerliste.
Als Schauspieler war er am Residenztheater in München (Kathrin Rögglas Wir schlafen nicht, Regie: Gregor Tureček), bei den Nibelungenfestspielen Worms (Hebbels Nibelungen – Born to die, Regie: Dieter Wedel) und am Schauspielhaus Zürich (Tankred Dorsts Merlin, Regie: Christian Stückl) zu sehen. Im Kammertheater Karlsruhe spielte er Wolfgang Amadeus Mozart in Peter Shaffers Theaterstück Amadeus (Regie: Ingmar Otto). Mit dem Regisseur und Autor Tobias Ginsburg verbindet ihn eine enge künstlerische Zusammenarbeit. 2011/12 spielte er in dessen Stück Nestbeschmutzung in der Reaktorhalle München, 2012 war er in der Stückentwicklung Endlich an der Schauburg zu sehen, 2014 folgte das Stück Radikal. Monument der Verwesung im i-camp München und 2015 Goldland am Theater Augsburg. 2016 erarbeitete er gemeinsam mit Ginsburg und dem tschadischen Choreographen Taigué Ahmed das Tanztheaterstück Du und ich und das Meer dazwischen. Von Oktober 2013 bis September 2014 war er im Theater des Westens Berlin im Theaterstück Gefährten nach dem Roman War Horse von Michael Morpurgo in der Rolle des Billy zu sehen. Das Stück war eine Koproduktion von Stage Entertainment und dem britischen Royal National Theatre, die Regie übernahm Polly Findley.

## Veröffentlichungen
- Matthias Renger, Iris Gavric: Shitmoves. Vom Manipulieren und Manipuliertwerden. S. Fischer Verlag, Frankfurt am Main 2023, ISBN 978-3-596-70915-1.

## Filmografie (Auswahl)
- 2008: Das Buch des Alchemisten
- 2010: Uns trennt das Leben
- 2011: Adel Dich
- 2012: SOKO 5113, Folge: Dominiks Bauchgefühl
- 2014: Meine Freundin, ihre Familie und ich
- 2015: SMS 2015 (Kurzfilm, 2. Platz des Self Made Shorties-Festival 2015)[6]
- 2023–2025: Die Anstalt (4 Folgen)

## Theatrografie (Auswahl)
- 2009: Manderlay. R: Jochen Schölch, Metropoltheater (München)
- 2011: Amadeus. R. Ingmar Ott, Kammertheater Karlsruhe
- 2011/12: Nestbeschmutzung. R: Tobias Ginsburg, Reaktorhalle München / Schauburg
- 2011: Merlin oder das wüste Land. R: Christian Stückl, Schauspielhaus Zürich
- 2012: Wir schlafen nicht. R: Gregor Turecek, Residenztheater (München)
- 2012: Endlich. R: Tobias Ginsburg, Schauburg
- 2012: Ein Sommernachtstraum. R: Heinz Spoerli, Opernhaus Zürich
- 2013: Hebbels Nibelungen – Born to Die. R: Dieter Wedel, Nibelungenfestspiele Worms
- 2013/14: Gefährten. R: Polly Findlay, Theater des Westens Berlin
- 2015: Bartleby der Schreiber. R: Ulrike Arnold, Metropoltheater (München)
- 2015: Der Hässliche. R: Ercan Karacayli, Torturmtheater Sommerhausen
- 2015: Goldland. R: Tobias Ginsburg, Theater Augsburg

## Hörspiele (Auswahl)
- 2009: Antonio Vivaldi: Der rote Priester – Regie: Katharina Neuschaefer, Frank Halbach
- 2010: Das Geheimnis des Buddha (3 Teile) – Regie: Justyna Buddeberg-Mosz
- 2012: Fuchs & Igel – Märchendetektive (9. Folge: Der Pantoffel Code) – Regie: Bernhard Jugel
- 2013: Außerirdisch ist woanders – Regie: Kilian Leypold